# Le Bain de sable
Pour plus de détails, voir Fiche technique et Distribution.
Le Bain de sable (Das Sandbad) est un film érotique autrichien réalisé par Johann Schwarzer, sorti en 1907.

## Synopsis
Une jeune femme prend un bain de sable.

## Fiche technique
- Titre en français : Le Bain de sable
- Titre original : Das Sandbad
- Réalisation : Johann Schwarzer
- Production : Saturn-Film (de)
- Format : Noir et blanc - Muet
- Genre: Film érotique
- Durée : 1 minute
- Année : 1907